# 乌东德镇 (禄劝县)
乌东德镇，原为大松树乡，是中华人民共和国云南省昆明市禄劝彝族苗族自治县下辖的一个乡级行政区。

## 行政区划
乌东德镇下辖以下地区：
大松树村、达作卧村、中村、太平村、噜基村、汤德村、新村和阿巧村。